# Navisbach
Der Navisbach entspringt in den Tuxer Alpen, fließt – am Oberlauf im hinteren Navistal auch Klammbach genannt – durch das Navistal und erreicht eine Länge von ca. 14 km. Er mündet in westlicher Richtung nördlich von Steinach am Brenner in die Sill. Dabei passiert er in der Mitte des Tales den Ort Navis.
Das Gewässer ist durchwegs sauber und erreicht die Gewässergüteklasse I–II. Der Bach versorgt Navis mit Trinkwasser aus einem Reservoir am Ortsrand.
Der Navisbach ist vom Aufbau her ein Wildbach. Das Wasser fließt jedoch ruhiger und ist damit ungefährlicher. Unterschätzen sollte man den Bach nicht, denn es kam schon vor, dass er bei Hochwasser über die Ufer trat.
Der Name könnte sich von vorrömisch *nava mit der Bedeutung „Ebene, die von Geländeerhebungen gesäumt ist“ ableiten.